# 酸鹼萃取
酸鹼萃取是一種化學分離技術，根據酸或鹼不同的化學性質，經一系列的萃取過程後以達致提純效果。酸鹼萃取是化學合成後一連串提純過程中的常見步驟，也多見於離析過程中。生成物中大部分的中性、酸性及鹼性雜質均被去除。雖然如此，但當該反應生成的酸或鹼的性質相似時，此方法將不能有效地將它們分離。

## 理論
酸鹼萃取的基礎理論是應用了鹽是離子化合物的一種，因此可溶於水，而大部分中性的物質則不溶於水這一點。
當把酸加入一有機酸和另一鹽基中時，該酸不會產生變化,該鹼會被質子化。如果那有機酸,例如是一些羧酸,足夠強的話,其自電離作用會被加入的酸所抑制。

## 外部連結
- 酸鹼萃取 （页面存档备份，存于）